# Marcgravia patellulifera
Marcgravia patellulifera är en tvåhjärtbladig växtart som beskrevs av De Roon. Marcgravia patellulifera ingår i släktet Marcgravia och familjen Marcgraviaceae. Inga underarter finns listade i Catalogue of Life.